# 크리스토퍼 프라이

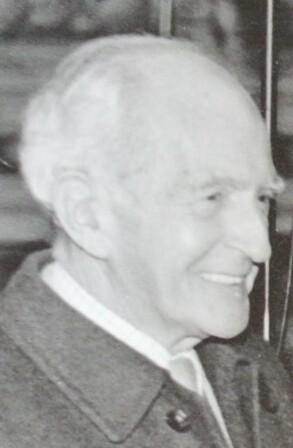

크리스토퍼 프라이(Christopher Fry, 1907년 12월 18일 ~ 2005년 6월 30일)은 영국의 극작가다.
교사와 배우를 거쳐 1938년에 운문에 의한 종교극인 <소년과 짐차>로 데뷔하였으며, 엘리엇과 함께 시극(詩劇)을 부활시킨 극작가로 주목을 받았다. 최초의 성공작인 <불사조(不死鳥)>를 비롯하여 '봄'의 희극인 <분형(焚刑)을 면한 여인>(1946), '가을'의 희곡인 <관측된 비너스>(1950),'겨울'의 희곡인 <암흑도 또한 밝다>(1954) 등의 대작품에서 볼 수 있듯이 상상력에 찬 풍부한 이미지와 유려한 무운시(無韻詩)의 여운에 의해 특히 서정성이 넘치는 로맨틱한 분위기를 자아내어 셰익스피어의 재래라는 말을 들을 정도로 높은 인기를 얻었다. 또한 <뇌신(雷神)과 천사들>(1948) <맏아들>(1948) <포로의 잠>(1951)과 같은 종교사극(宗敎史劇)은 물론 성서극(聖書劇)에도 뛰어나며, 아누이의 <성(城)으로의 초대>나 지로두 작품의 번역도 있다. 50년대 후반부터 1961년 <짧은 외투>를 발표할 때까지 몇 해의 공백이 있었고, 다시 침묵이 계속되다가 1970년 9년 만에 <태양의 뜰>을 발표했다. '여름의 희극'이란 부제가 붙은 이 작품은 '춘하추동' 4계절을 배경으로 한 4부작의 하나이다.